# توماس ميدغلي
توماس ميدغلي، الابن (بالإنجليزية: Thomas Midgley)‏ (18 مايو 1889 - 2 نوفمبر 1944) مخترع وكيميائي أمريكي اكتشف طريقة لمعالجة الرباعي إيثيل الرصاص والأنتينوك للحصول على الوقود عام 1921، كما قام بتجربة مبرد الفلوروكربون على المطاط الصناعي. وأول من قام بتحضير مادة الكلوروفلوروكربون التي تستخدم في أجهزة التبريد والتكييف. ومادة الكلوروفلوروكربون هي المادة البديلة لمادة الأمونيا وهي مادة سامة.

## نشأته
وُلد ميدغلي في بيفير فولز بولاية بنسيلفانيا لأب كان مخترعًا أيضًا. نشأ وترعرع في كولومبوس، أوهايو، وتخرج من جامعة كورنيل في عام 1911 بكالوريوس في الهندسة الميكانيكية.

## مسيرته

### اكتشافه الاثيل
في ديسمبر 1921، أثناء العمل تحت إشراف Charles Kettering في مختبرات دايتون للأبحاث، وهي شركة تابعة لشركة جنرال موتورز، اكتشف Midgley أن إضافة رباعي الإيثيل إلى البنزين منع «طرق» في محركات الاحتراق الداخلي.
في ديسمبر 1921، وأثناء ما كان يعمل تحت إشراف تشارلز كيترينج في مختبرات ديلكو للأبحاث -إحدى الشركات التابعة لشركة جنرال موتورز- اكتشف ميدغلي أن إضافة رباعي إيثيل الرصاص للبنزين يمنع محرك الاحتراق الداخلي من «التخبط». سميت الشركة «إيثيل»، وتجنبت ذكر الرصاص في التقارير والإعلانات. روجت شركات النفط ومصنعي السيارات، وخاصة جنرال موتورز التي تملك براءة الاختراع التي قدمها كيترينج وميدغلي، المضافة إلى TEL كبديل غير مكلف متفوقًا على الإيثانول أو الوقود الممزوج بالإيثانول، والتي يمكن أن تحقق ربحًا ضئيلًا للغاية.
في ديسمبر عام 1922، منحت الجمعية الكيميائية الأمريكية ميدغلي ويليام نيكولز ميدالية، وهي الأولى من جوائز رئيسية عدة فاز بها خلال مسيرته.
أعفي ميدغلي من منصبه كنائب لرئيس GMCC في أبريل 1925، بسبب ما تردد عن عدم خبرته في المسائل التنظيمية، ولكنه بقي موظف في جنرال موتورز.

### اكتشافه للفريون (كلور فلور كربون)
في أواخر العشرينات من القرن العشرين، استخدمت أنظمة التكييف والتبريد مركبات مثل الأمونيا (NH3)، والكلوروميثان (CH3Cl)، والبروبان، وثاني أكسيد الكبريت (SO2) كمبردات. على الرغم من أنها كانت فعالة، إلا أنها كانت سامة أو قابلة للاشتعال أو متفجرة. سعى قسم فريجيدير التابع لشركة جنرال موتورز، في ذلك الوقت -كشركة رائدة في تصنيع هذه الأنظمة- إلى إيجاد بديل غير سام وغير قابل للاشتعال لهذه المبردات. قام كيترينج، نائب رئيس شركة جنرال موتورز للأبحاث في ذلك الوقت، بتشكيل فريق ضم ميدغلي وألبرت ليون هين لتطوير هذا المركب.
سرعان ما ضيق الفريق تركيزه على هاليدات الألكيل (مزيج من سلاسل الكربون والهالوجين)، والتي كان من المعروف أنها شديدة التقلب (شرط من المبردات) وكذلك خاملة كيميائيًا. استقروا في نهاية المطاف على مفهوم دمج الفلور في الهيدروكربونات. رفضوا الافتراض بأن هذه المركبات ستكون سامة، معتقدين أن استقرار رابطة الكربون والفلور سيكون كافياً لمنع إطلاق فلوريد الهيدروجين أو غيرها من منتجات الانهيار المحتملة. قام الفريق في النهاية بتركيب ثنائي كلورو فلورو ميثان، أول مركبات الكربون الكلورية فلورية (CFC)، والتي أطلقوا عليها اسم «الفريون». يشار إلى هذا المركب أكثر شيوعًا اليوم باسم «فريون 12» أو "R12".
سرعان ما استبدل الفريون ومركبات الكربون الكلورية فلورية الأخرى بغازات التبريد الأخرى إلى حد كبير، وظهرت فيما بعد في تطبيقات أخرى، مثل البخاخات وأجهزة الاستنشاق الخاصة بالربو. منحت جمعية الصناعة الكيميائية ميدغلي بيركين ميدالية في عام 1937 لهذا العمل.

## جوائزه
في عام 1941، منحت الجمعية الكيميائية الأمريكية ميدغلي أعلى جوائزها وهي ميدالية بريستلي. تلا ذلك جائزة ويلارد جيبس عام 1942. وفي عام 1944م أصبح ميدغلي مديراً ورئيساً للجمعية الأميريكية الكيميائية. ويقال أن ميدغلي حصل على أكثر من مائة براءة اختراع على الرغم من أن معظمها مضر للبيئة؛ حيث يقول أحد المؤرخين: (ميدغلي كان وما يزال أكثر مخلوق حي أثر على الجو بشكل سلبي)

## وفاته
في عام 1940 وهو في سن الواحدة والخمسين، أصيب ميدغلي بالتهاب سنجابية النخاع، مما جعله يعاني من إعاقات شديدة. وعلى إثر ذلك أعد نظاماً متقنًا من الحبال والبكرات ليخرج نفسه من السرير حتى لا يكون عبئًا على الآخرين عند نهوضه والقيام بأبحاثه، لكن هذه الحبال والبكرات كانت السبب في القضاء عليه حيث علق أحد الحبال مرة بالخطأ فاختنق ومات، وكان ذلك في الثاني من نوفمبر، عام 1944م.

## روابط خارجية
- توماس ميدغلي على موقع الموسوعة البريطانية (الإنجليزية)
- توماس ميدغلي على موقع إن إن دي بي (الإنجليزية)